# هارلي كوين
هارلي كوين (الدكتورة هارلين فرانسيس كوينزل) هي شخصية خيالية تظهر في القصص المصورة التي تقوم بنشرها دي سي كومكس. عادة كعدوة للبطل باتمان. تم ابتكار الشخصية من قبل بول ديني و‌بروس تيم، وظهرت لأول مرة في سلسلة الرسوم المتحركة بعنوان باتمان في سبتمبر 1992. وظهرت في وقت لاحق في الكتب المصورة التي تنشرها دي سي كومكس، كان أول ظهور لها في الكتب المصورة في مغامرات باتمان رقم 12 (سبتمبر 1993).
الشخصية هي شريكة وحبيبة للجوكر، وحليفة لآيفي السامة حيث اكتسبت منها المناعة ضد السموم. في القصة الأصلية لهارلي تلتقي بالجوكر بينما كانت تعمل كطبيبة نفسية في مصحة أركام حيث كان الجوكر إحدى المرضى. تم اختيار الممثلة مارجو روبي للعب دور هارلي كوين في فيلم الفرقة الانتحارية.
ظهرت في ألعاب فيديو مثل باتمان: أركام أوريجنز باتمان: أركام أسايلم، باتمان: أركام سيتي و‌باتمان: فارس أركم.